# Johnson Controls
Johnson Controls, Inc. es una compañía americana que ofrece productos y servicios para optimizar la eficiencia energética en edificios, baterías para automóviles e interiores y sistemas electrónicos para automóviles.
Es un conglomerado empresarial multinacional diversificado que cuenta con más de 170.000 empleados en más de 1.300 localizaciones repartidas por los cinco continentes. Ocupa el puesto 67 en la lista Fortune 500 y el 251 en la Fortune Global 500.